# Santa Maria do Suaçuí
Santa Maria do Suaçuí este un oraș în Minas Gerais (MG), Brazilia.